# Harttransplantatie

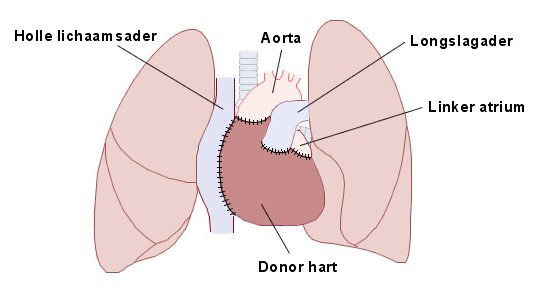
Getransplanteerd hart

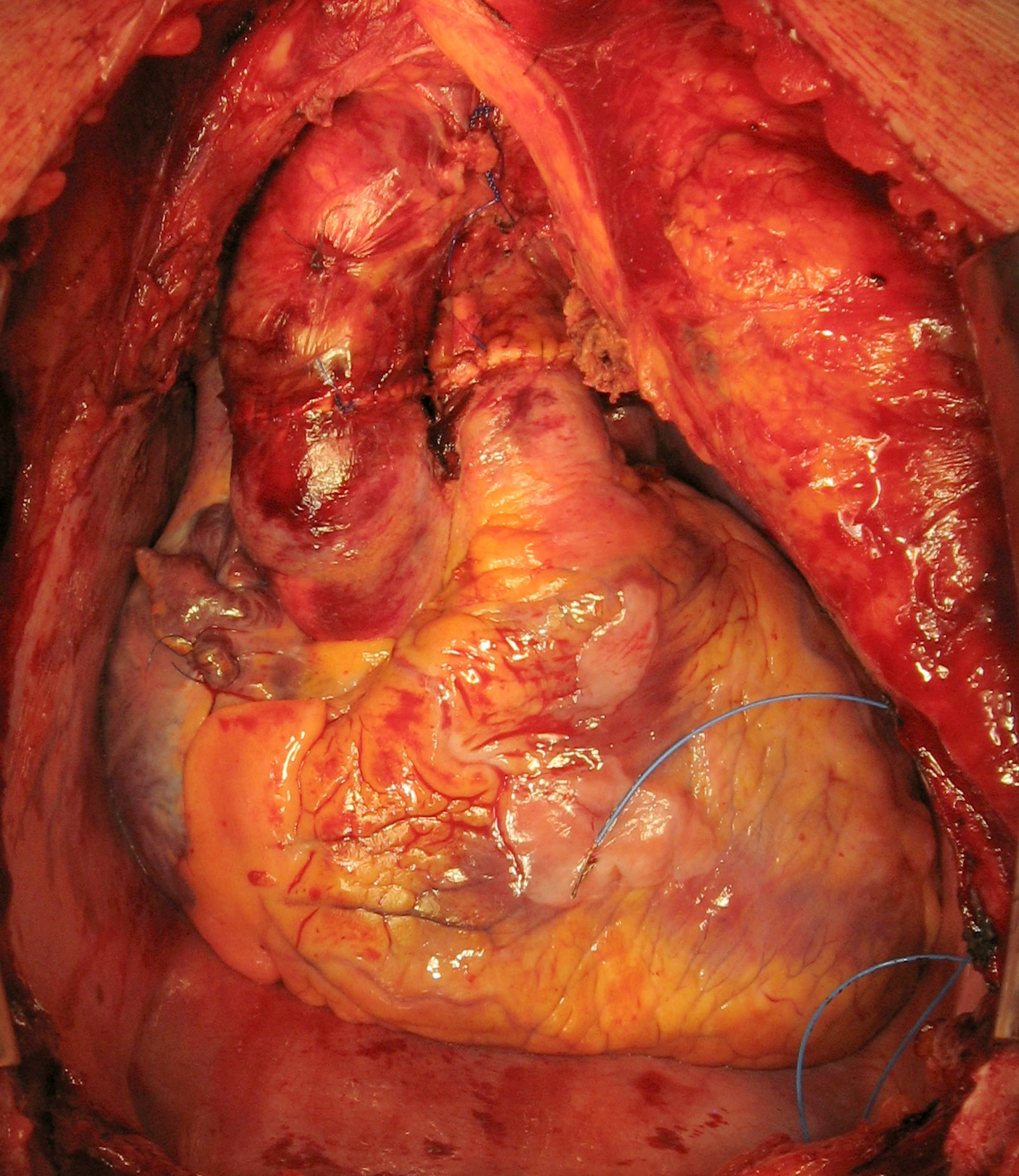
Getransplanteerd hart

Een harttransplantatie is een medische ingreep waarbij het hart van een (overleden) donor wordt geplaatst (transplantatie) in een patiënt wiens hart niet meer in staat is om de patiënt in leven te houden. Na een succesvolle transplantatie had een patiënt met een ruilhart (of donorhart) op basis van statistieken uit 2007 een gemiddelde levensverwachting van nog ongeveer 15 jaar.
Louis Washkansky, een Poolse emigrant in Zuid-Afrika, was de eerste mens bij wie met succes een harttransplantatie werd toegepast. Op 3 december 1967 werd de harttransplantatie uitgevoerd in het Groote Schuur-Hospitaal in Kaapstad door een team van 31 artsen. De operatie nam ruim vijf uur in beslag. Donor was de 25-jarige Denise Darvall, die vlak voor de transplantatie op Washkansky bij een auto-ongeluk was verongelukt. De operatie stond onder leiding van dr. Christiaan Barnard. Washkansky overleed achttien dagen na de ingreep aan een longinfectie wegens een verzwakt immuunsysteem.
De eerste harttransplantatie in België werd op 27 augustus 1973 uitgevoerd in het Brugmannziekenhuis door de Brusselse professor en hartchirurg Georges Primo. Patiënte was Hortense Vrancken, een 51-jarige huisvrouw, die leed aan een ernstige hartkwaal en zwaar ziek werd geopereerd. Ze overleed evenwel na zes maanden ingevolge de verminderde immuniteit. De donor was een 43-jarige man.
De eerste harttransplantatie in Nederland is uitgevoerd door Egbert Bos. Dit gebeurde in het Dijkzigtziekenhuis in Rotterdam op 23 juni 1984 bij Ger Keyzer. Doordat in 1983 het nieuwe medicijn ciclosporine op de markt kwam, dat afstotingsverschijnselen sterk vermindert, hadden de patiënten een grotere overlevingskans met een donorhart. In eerste instantie ging het goed met Keyzer, maar vier jaar later overleed hij alsnog, omdat zijn lichaam het donorhart bleef afstoten.
Er worden tevens gecombineerde hart-longtransplantaties uitgevoerd. De kans op een goed resultaat ligt bij deze combinatievorm iets hoger dan bij een harttransplantatie alleen.